# Lunds Bollklubb
O Lunds Bollklubb, ou simplesmente Lunds BK, é um clube de futebol da Suécia fundado em 1919. Sua sede fica localizada em Lund.